# Bleek havikskruid
Bleek havikskruid (Hieracium schmidtii) is een vaste plant die behoort tot de composietenfamilie (Asteraceae). De soort komt van nature voor in Europa, Noord-Afrika, het Midden-Oosten en Klein-Azië. Het aantal chromosomen is 2n = 27 of 36.
De plant wordt 10-40 cm hoog en vormt een bladrozet. De meestal behaarde, bijna bladloze stengels staan rechtop of zijn iets opgaand. Onderaan de stengel zitten rechte haren en meer naar boven sterharen. De blauwgroene, gaafrandige of grof getande bladeren hebben aan de bovenkant rechte haren en aan de achterkant sterharen. Ze hebben een wigvormige voet. De elliptisch tot breed ovale, 3-11 cm lange en 1-5 cm brede  rozetbladeren hebben harige bladstelen. De stengelbladeren zijn elliptisch tot ovaal-lancetvormig. 
Bleek havikskruid bloeit vanaf mei tot in juli met gele, tot 2 cm lange lintbloemen, die in een grijsgroen of lichtgroen, eivormig, 9-14 mm lang hoofdje zitten. De 10-13 mm lange omwindselblaadjes zijn smal en puntig en bedekt met zowel rechte haren als klierharen. De 1,5-5 cm lange bloemstengel is viltig behaard.
De vrucht is een behaard, cilindrisch, zwart, 3,5-4,5 mm lang nootje met vruchtpluis. Het nootje heeft 10 ribben.

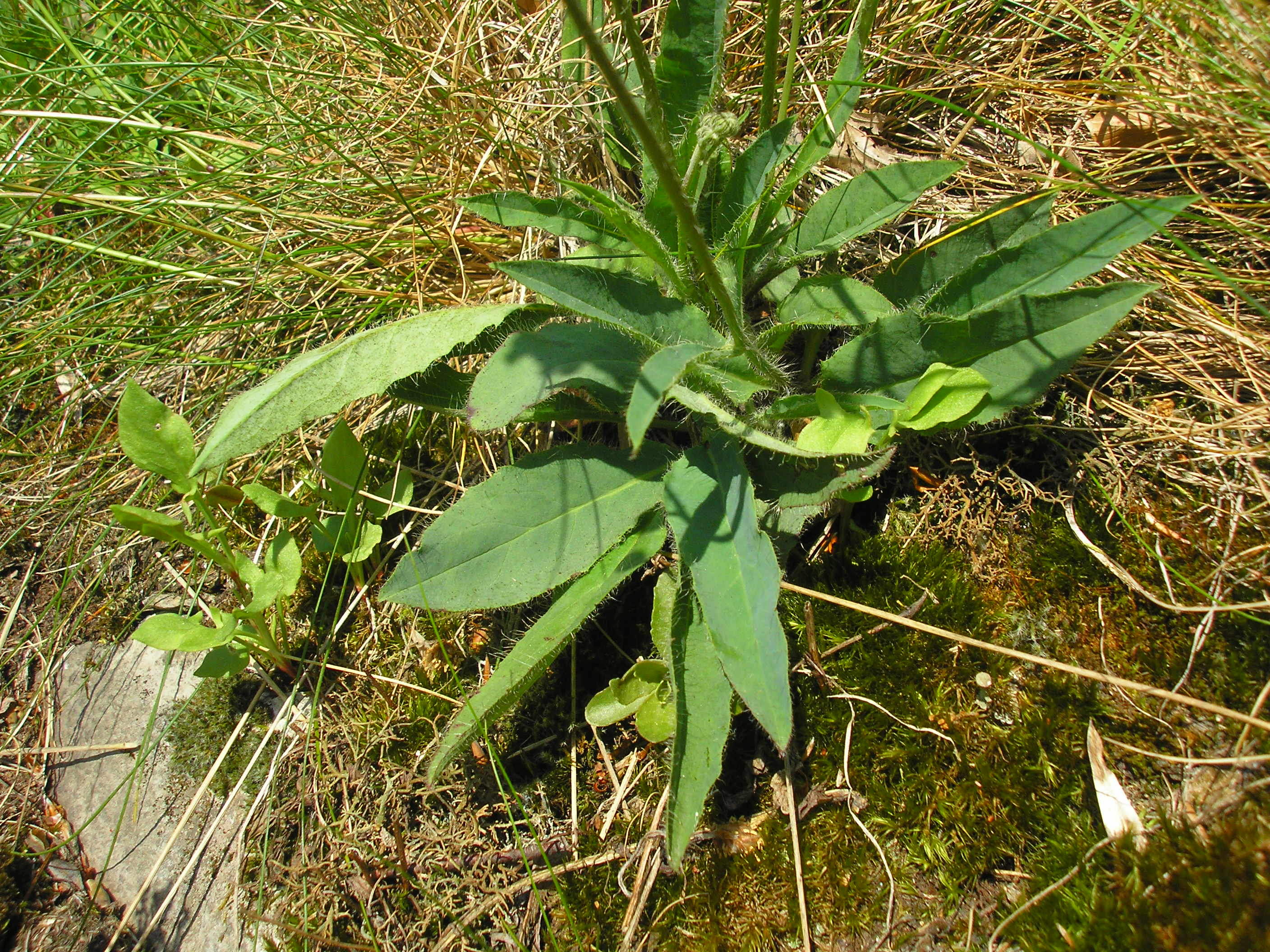
Wortelrozet
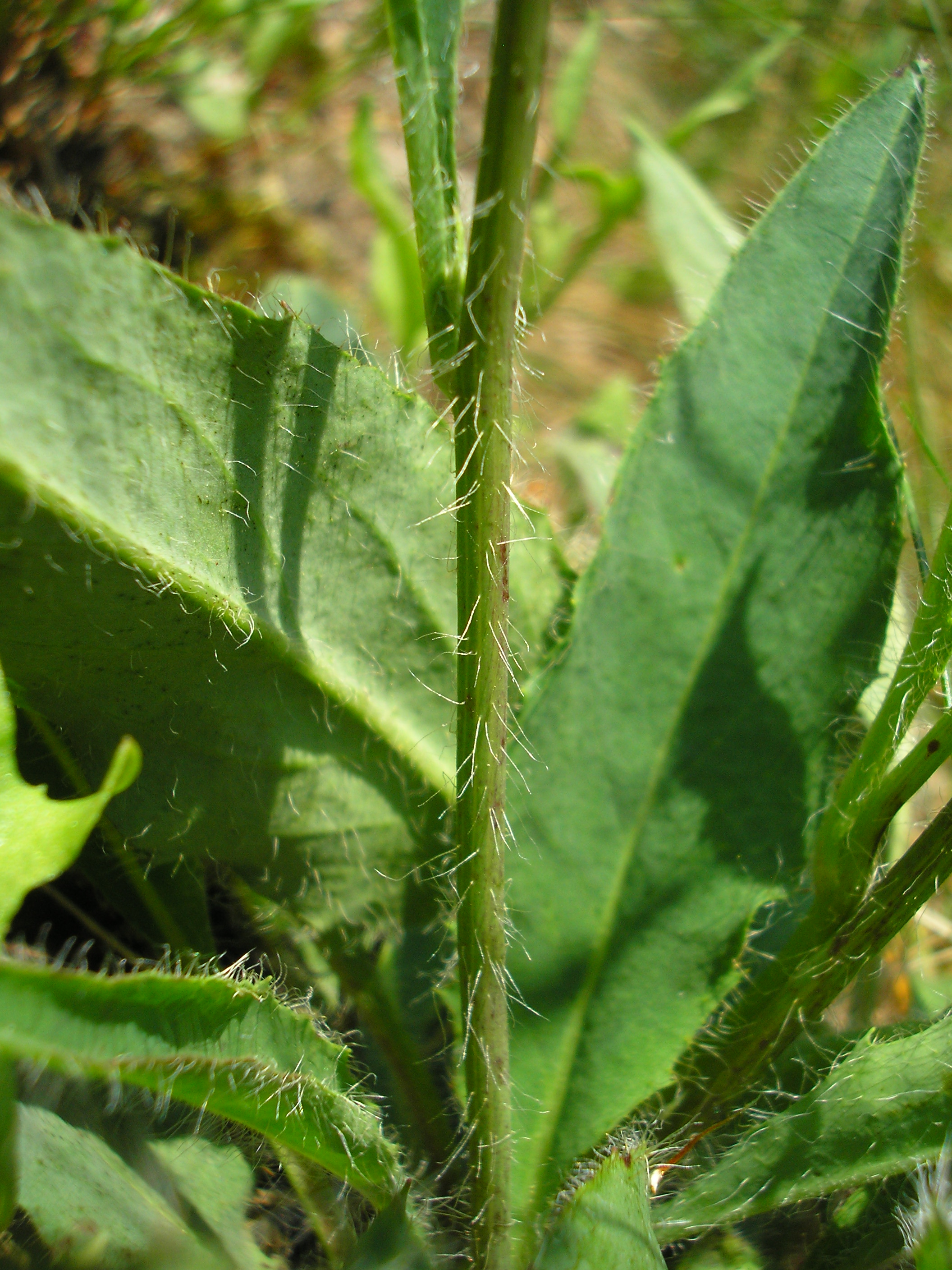
Stengel
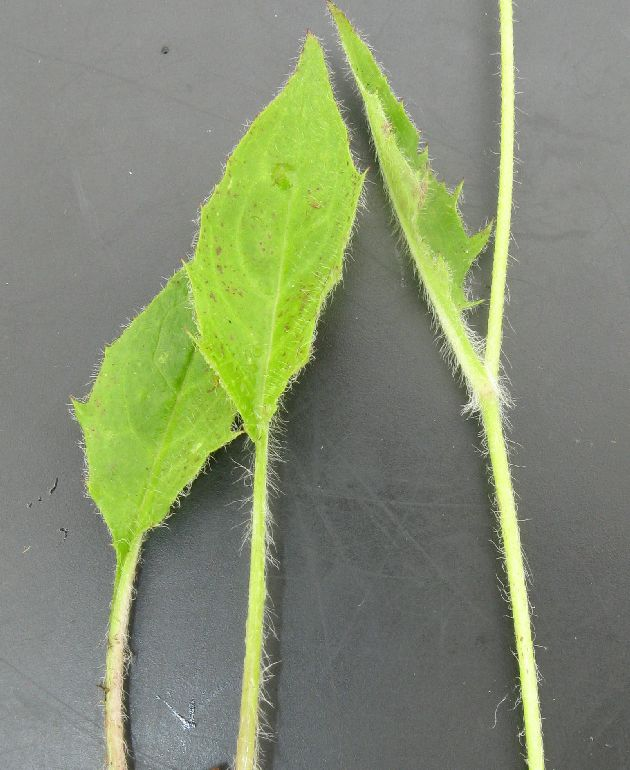
Bladeren
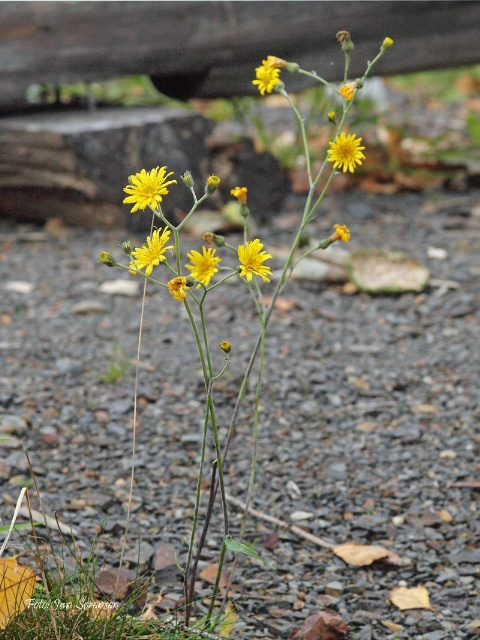
Bloeiwijze
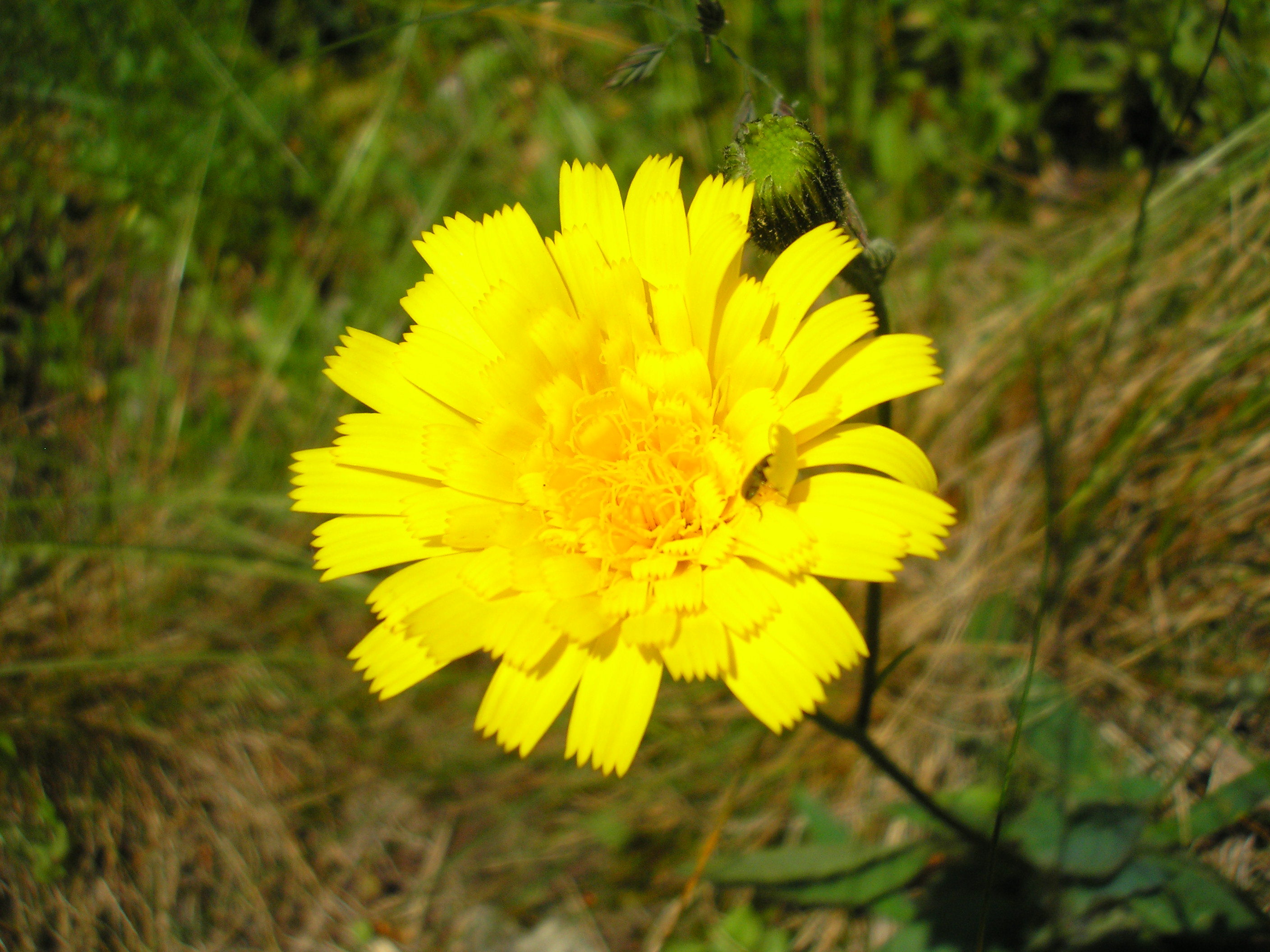
Hoofdje
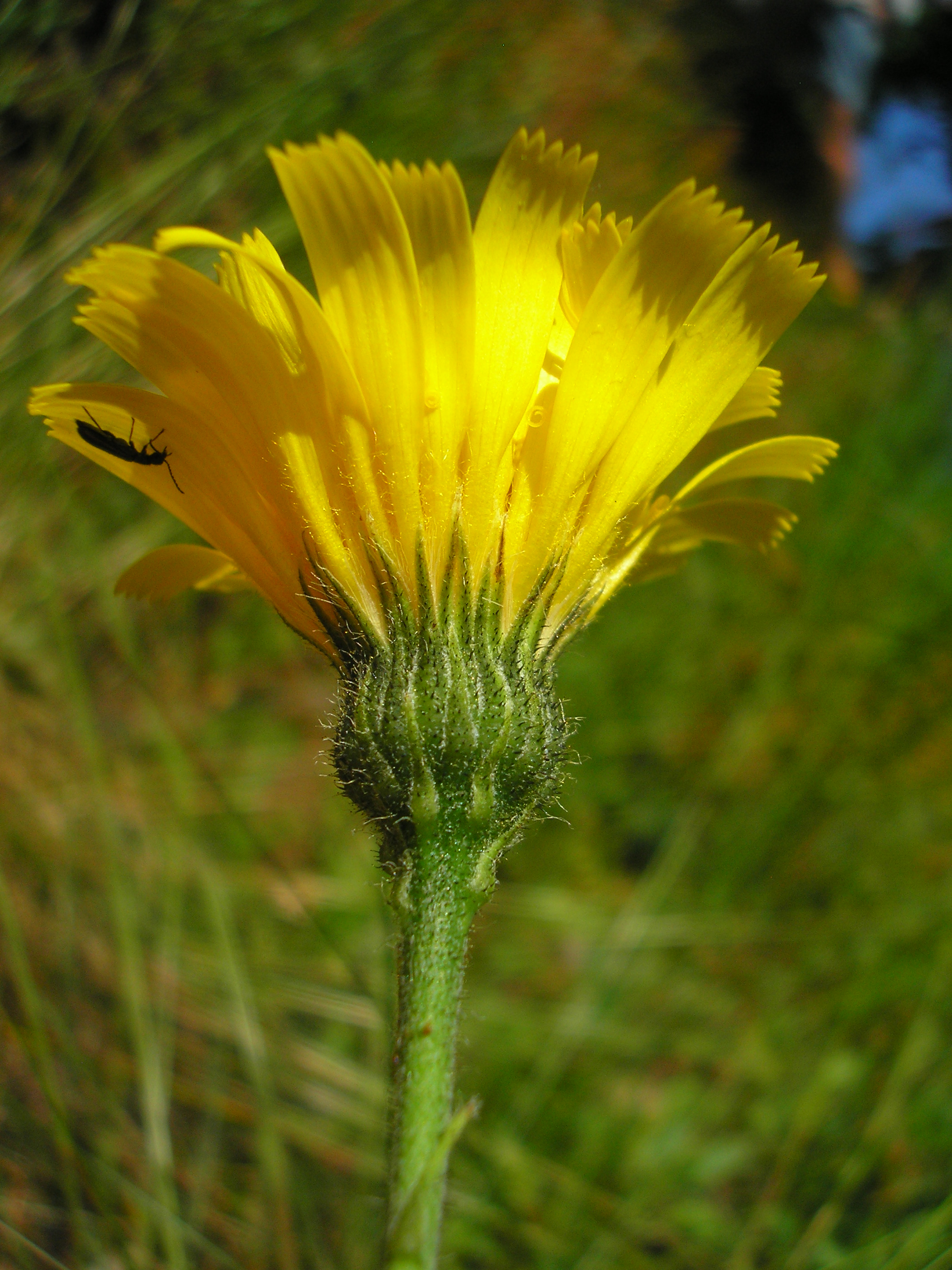
Omwindsel

Bleek havikskruid komt voor op matig droge, voedselarme, meestal rotsachtige grond in bossen, op rotsen en op muren.

## Ondersoorten
De volgende ondersoorten worden onderscheiden:
- Hieracium schmidtii subsp. acrocrocydotum (Zahn) Greuter
- Hieracium schmidtii subsp. arcicola (Arv.-Touv.) O.Bolòs & Vigo
- Hieracium schmidtii subsp. argaeum (Zahn) Greuter
- Hieracium schmidtii subsp. ateanum (Pau) Greuter
- Hieracium schmidtii subsp. brachetianum (Arv.-Touv. & Gaut.) Gottschl.
- Hieracium schmidtii subsp. brunelliforme (Arv.-Touv.) O.Bolòs & Vigo
- Hieracium schmidtii subsp. candicans (Tausch) Greuter
- Hieracium schmidtii subsp. canencianum (Pau) Greuter
- Hieracium schmidtii subsp. ceratodon (Arv.-Touv.) O.Bolòs & Vigo
- Hieracium schmidtii subsp. comatulum (Boreau) O.Bolòs & Vigo
- Hieracium schmidtii subsp. comosulum (Arv.-Touv. & Gaut.) O.Bolòs & Vigo
- Hieracium schmidtii subsp. costeanum (Arv.-Touv. & Gaut.) Greuter
- Hieracium schmidtii subsp. cyaneum (Arv.-Touv.) O.Bolòs & Vigo
- Hieracium schmidtii subsp. didymum Zahn
- Hieracium schmidtii subsp. diversifolium (Čelak.) Zahn
- Hieracium schmidtii subsp. echinanthum (Arv.-Touv. & Gaut.) O.Bolòs & Vigo
- Hieracium schmidtii subsp. giresunense (Hub.-Mor.) Greuter
- Hieracium schmidtii subsp. graniticum (Sch.Bip.) Gottschl.
- Hieracium schmidtii subsp. huber-morathii (P.D.Sell & C.West) Greuter
- Hieracium schmidtii subsp. jovimontis (Zahn) Greuter
- Hieracium schmidtii subsp. labillardierei (Arv.-Touv.) Greuter
- Hieracium schmidtii subsp. lasiochaetum (Bornm. & Zahn) Greuter
- Hieracium schmidtii subsp. lasiophyllum (W.D.J.Koch) O.Bolòs & Vigo
- Hieracium schmidtii subsp. leucothecum (Freyn) Greuter
- Hieracium schmidtii subsp. libanoticum (Boiss. & Blanche) Greuter
- Hieracium schmidtii subsp. madoniense (Raimondo & Di Grist.) Greuter
- Hieracium schmidtii subsp. odontotrichum (Freyn) Greuter
- Hieracium schmidtii subsp. pallidum (Biv.) O.Bolòs & Vigo
- Hieracium schmidtii subsp. pseudodontotrichum (Hub.-Mor.) Greuter
- Hieracium schmidtii subsp. rupicola Zahn
- Hieracium schmidtii subsp. subcaesioides (Holle) Gottschl.
- Hieracium schmidtii subsp. subrupicola Zahn
- Hieracium schmidtii subsp. subvandasii (Bornm. & Zahn) Greuter
- Hieracium schmidtii subsp. trichellum (Arv.-Touv.) O.Bolòs & Vigo
- Hieracium schmidtii subsp. vestitum (Gren. & Godr.) O.Bolòs & Vigo
- Hieracium schmidtii subsp. vranjanum (Zahn) Greuter
- Hieracium schmidtii subsp. vulcanicum (Griseb.) Gottschl.